# Rapajärvi (Korpilombolo socken, Norrbotten)
Rapajärvi är en sjö i Pajala kommun i Norrbotten och ingår i Kalixälvens huvudavrinningsområde. Sjön har en area på 0,505 kvadratkilometer och ligger 139 meter över havet. Sjön avvattnas av vattendraget Rapaoja.

## Delavrinningsområde
Rapajärvi ingår i det delavrinningsområde (743851-181007) som SMHI kallar för Utloppet av Rapajärvi. Medelhöjden är 151 meter över havet och ytan är 9,09 kvadratkilometer. Det finns inga avrinningsområden uppströms utan avrinningsområdet är högsta punkten. Rapaoja som avvattnar avrinningsområdet har biflödesordning 3, vilket innebär att vattnet flödar genom totalt 3 vattendrag innan det når havet efter 155 kilometer. Avrinningsområdet består mestadels av skog (40 procent) och sankmarker (54 procent). Avrinningsområdet har 0,56 kvadratkilometer vattenytor vilket ger det en sjöprocent på 6,2 procent.